# Túnel Charitas-Cafubá

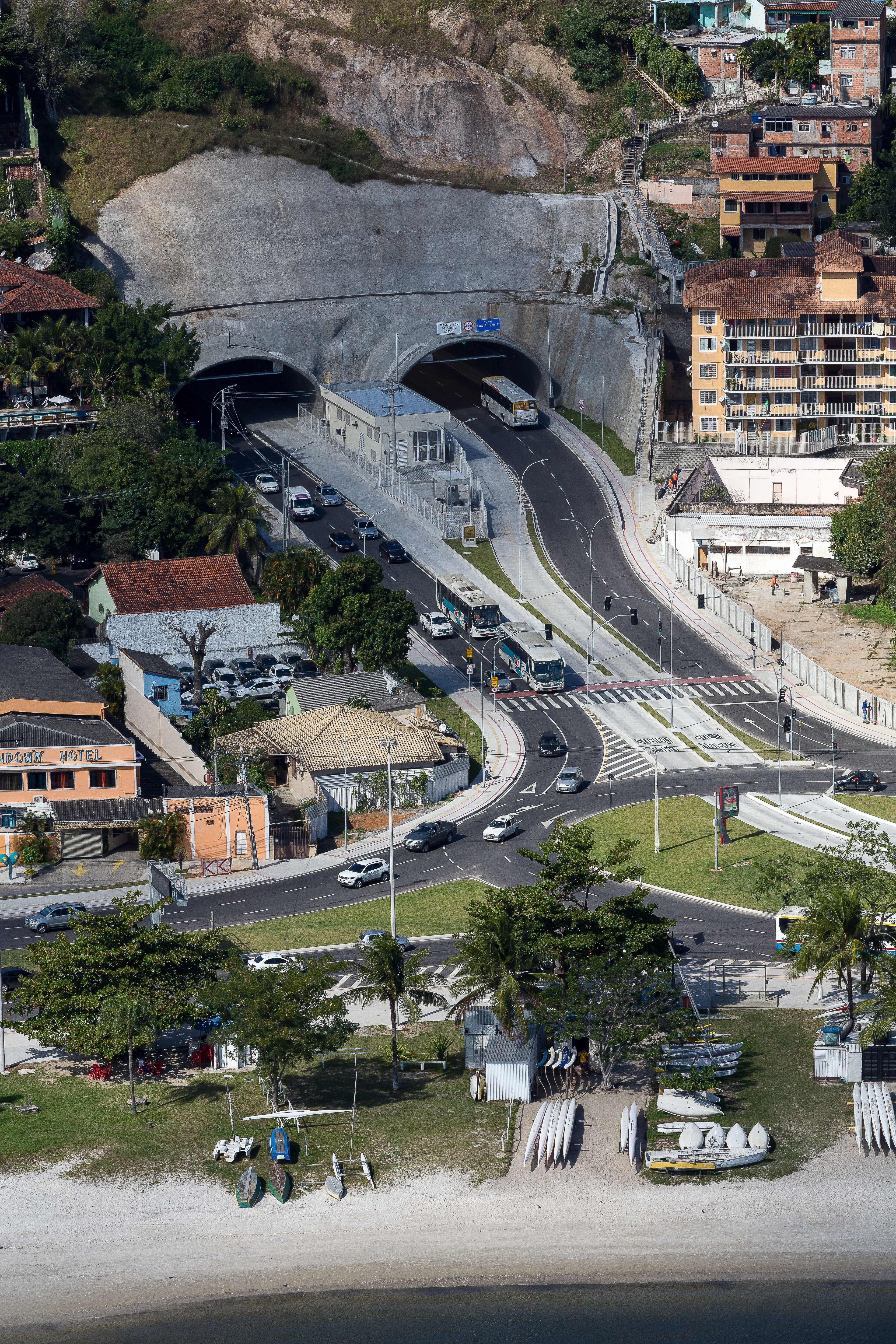
Foto aérea da entrada do túnel em Charitas

O Túnel Charitas-Cafubá é uma túnel aberto na Serra do Preventório, que liga os bairros de Charitas a Cafubá, na cidade de Niterói, estado do Rio de Janeiro, Brasil.
O túnel era considerado uma obra importante para mobilidade urbana naquele município, sendo projetado aproximadamente 4 décadas antes de sua construção. Por ele, passará a TransOceânica, considerada uma das obras de mobilidade mais importantes do município nos últimos tempos.
O túnel teve sua construção iniciada pelo prefeito Rodrigo Neves, que formalmente o inaugurou em dezembro de 2016, no entanto, mas somente foi liberado ao tráfego no dia 06 de Maio de 2017. De acordo com Axel Grael, vice-prefeito da cidade no momento de sua inauguração, a obra muda a geografia da cidade.